# Новий Томишль (гміна)
Гміна Новий Томишль (пол. Gmina Nowy Tomyśl) — місько-сільська гміна у північно-західній Польщі. Належить до Новотомиського повіту Великопольського воєводства.
Станом на 31 грудня 2011 у гміні проживало 25423 особи.

## Територія
Згідно з даними за 2007 рік площа гміни становила 185.89 км², у тому числі:
- орні землі: 57.00%
- ліси: 33.00%

Таким чином, площа гміни становить 18.37% площі повіту.

## Населення
Станом на 31 грудня 2011:
| Опис     | Загалом | Загалом | Чоловіки | Чоловіки | Жінки | Жінки |
| -------- | ------- | ------- | -------- | -------- | ----- | ----- |
| одиниця  | осіб    | %       | осіб     | %        | осіб  | %     |
| все      | 25423   | 100     | 12340    | 48.54    | 13083 | 51.46 |
| міське   | 15095   | 100     | 7222     | 47.84    | 7873  | 52.16 |
| сільське | 10328   | 100     | 5118     | 49.55    | 5210  | 50.45 |

## Сусідні гміни
Гміна Новий Томишль межує з такими гмінами: Ґродзіськ-Велькопольський, Збоншинь, Куслін, Львувек, Медзіхово, Опалениця, Седлець.